# Divisão N.º 20 (Manitoba)
A Divisão N.º 20 é uma das vinte e três divisões do censo da província de Manitoba no Canadá. A região tinha uma população de 10.405 habitantes de acordo com o censo canadense de 2006. A base econômica da divisão inclui os grãos, a pecuária, e a silvicultura.